# Wurzelfichte

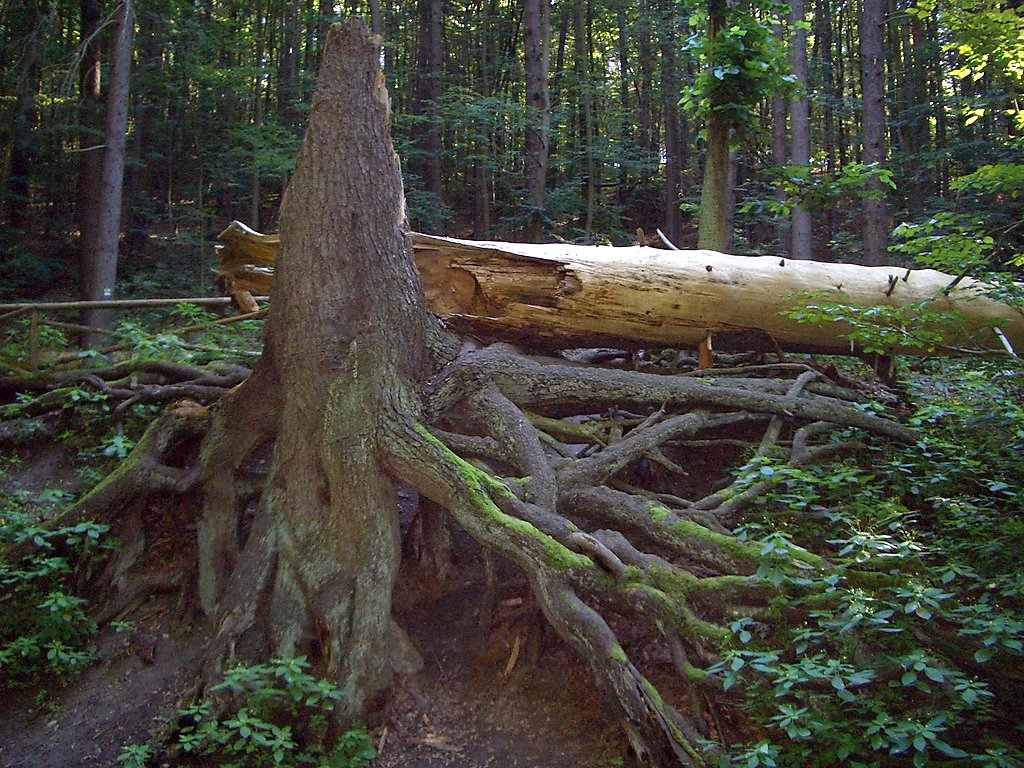
Wurzelwerk der Wurzelfichte nach dem Orkan Kyrill

Das Naturdenkmal Wurzelfichte war eine etwa 35 m hohe Fichte im Naturpark Märkische Schweiz und ein Wahrzeichen Buckows.
Der etwa 180 Jahre alte Baum wurde am 18./19. Januar 2007 durch den Orkan Kyrill gefällt. Sein weit verzweigtes und vom Wasser des Baches Sophienfließ freigespültes Wurzelwerk ist aber immer noch ein spektakulärer Anblick.
Zu Lebzeiten war die Fichte ein beliebtes Wanderziel sowohl der Einheimischen als auch der Touristen, weshalb versucht wird, die Wurzelhöhle und den liegenden Stamm zu erhalten. Das skurrile Wurzelwerk war und ist ein begehrtes Fotomotiv.